# Reiko Aylesworth
 (septembre 2010).
Si vous disposez d'ouvrages ou d'articles de référence ou si vous connaissez des sites web de qualité traitant du thème abordé ici, merci de compléter l'article en donnant les références utiles à sa vérifiabilité et en les liant à la section « Notes et références ».
Reiko Aylesworth, de son vrai nom Reiko M. Ailesworth, une actrice américaine née le 9 décembre 1972 à Evanston, en banlieue nord de Chicago, dans l'Illinois, aux (États-Unis).
Elle est principalement connue pour le rôle de Michelle Dessler dans le feuilleton télévisé 24 Heures chrono, où elle apparaît à partir de la deuxième saison.

## Biographie
Reiko Aylesworth tient son prénom de son ascendance japonaise pour un quart. Elle déménage avec sa famille à Seattle (État de Washington) à l'âge de treize ans. Elle fait ses études à l'université de l'État de Washington.
Elle a fait sa première apparition télévisée dans le soap opera On ne vit qu'une fois (One Life to Live, au cours de la saison 1993-1994). Elle interprète également  divers rôles d'arrière-plan dans les films Vous avez un mess@ge (You've Got Mail, 1998), l'Ombre d'un soupçon (Random House, 1999) et Man on the Moon (également en 1999). 
À la télévision, elle apparaît notamment dans trois épisodes des séries New York, unité spéciale (Law and Order SVU, première saison, 1999-2000), Un agent très secret (Now and Again, 1999-2000) et À la Maison-Blanche (The West Wing, saison 1 épisode 21).
Elle est ensuite engagée pour un des rôles principaux de la série Les Âmes damnées (All Souls, 2001), mais ce programme est interrompu après six épisodes en raison d'une trop faible audience.
L'année suivante, elle rejoint la distribution d'une autre série, Emma Brody (The American Embassy, 2002), également interrompue en cours de première saison (6 épisodes tournés dont 4 diffusés).
En 2003, elle a également joué le rôle principal d'un épisode de la seconde saison de la série Dead Zone intitulé En Abyme (Deja Voodoo).
S'agissant de son arrivée parmi les interprètes de 24 heures chrono, celle-ci ne se fait pas sans difficultés : Reiko Aylesworth postule tout d'abord, avant le tournage de la première saison, pour le rôle de Nina Myers qui échoit finalement à Sarah Clarke. L'année suivante, elle auditionne à nouveau afin d'incarner cette fois Kate Warner, rôle pour lequel on lui préfère encore une autre Sarah (en l'occurrence Sarah Wynter). Toutefois, les producteurs du feuilleton lui proposent d'endosser le rôle encore mineur de Michelle Dessler, cadre de second plan de la Cellule anti-terroriste de Los Angeles. Elle est à nouveau engagée pour la troisième saison, son personnage y acquérant une épaisseur supplémentaire liée à de nouvelles responsabilités au sein de la Cellule Anti-Terrorisme et au mariage de son personnage avec Tony Almeida, nouveau chef de la cellule.
Les scénaristes choisissent toutefois initialement de ne pas utiliser son personnage dans la quatrième saison, ce qui provoque de nombreuses protestations de fans de Michelle Dessler / Reiko Aylesworth[réf. nécessaire]. Cette levée de boucliers conduit la production à la réintroduire dans la distribution en qualité de chef de la Cellule à partir du 12e épisode et jusqu'au terme de cette 4e saison/journée[réf. nécessaire]. 
Elle apparaît seulement dans le 1er épisode de la saison 5, en effet Michelle Dessler meurt dans l'explosion de sa voiture.
Reiko Aylesworth fait également une apparition dans le premier épisode de la 5e saison de la série Les Experts (CSI: Crime Scene Investigation, diffusion en 2004-2005).
En 2007, elle apparaît dans la saison 14 de la série Urgences (série télévisée) dans le rôle de Julia Dupree, l'aumônière de l'hôpital.
En 2008, elle tient l'un des rôles principaux dans Aliens vs. Predator: Requiem.
En 2009, elle interprète un personnage récurrent dans la série Lost : Les Disparus, nommé Amy, une jeune femme dont le mari est tué et que Sawyer et Juliet sauvent du même sort.
En 2009 toujours, elle fera son apparition dans Stargate Universe, où elle incarnera le personnage de Sharon Walker, compagne de Camille Wray (jouée par Ming-Na Wen), dans l'épisode Life.

## Filmographie

### Cinéma
- 1998 : Vous avez un mess@ge (You've Got Mail) de Nora Ephron : une invitée de Thanksgiving
- 1999 : L'ombre d'un soupçon (Random Hearts) de Sydney Pollack : Mary Claire Clark
- 2007 : Aliens vs. Predator: Requiem : Kelly O'Brien
- 2007 : Mr. Brooks :  Sheila, l'avocate de Jesse
- 2007 : The killing floor de Gideon Raff : Audrey Levine
- 2017 : Oh Lucy! d'Atsuko Hirayanagi : Kei

### Télévision
- 1998 : De mères en filles (A Will of Their Own) : Annie Jermaine Steward
- 1999 : Now and Again (Saison 1 Episode 9) : Dr Taylor
- 2000 : New York, unité spéciale (saison 1, épisodes 19, 20 et 22) : substitut du procureur Erica Alden
- 2003 : Dead Zone (Saison 2 Episode 15) : Natalie Connor
- 2004 : Les experts (Saison 5 Episode 1) : Chandra Moore
- 2004-2006 : 24 heures chrono : Michelle Dessler
- 2006 : 3 lbs. (1 épisode)
- 2006 : Magma, désastre volcanique (Magma: Volcanic Disaster) : Natalie Shepherd
- 2009 : Lost : Les Disparus : Amy Goodspeed
- 2009-2010 : Stargate Universe (Saison 1 Episodes 9 et 16 et Saison 2 Episode 4)  : Sharon
- 2010 : Damages (Saison 3 Episodes 1, 2, 4, 8 et 13) : Rachel Tobin
- 2010 : The Good Wife : Nora Vashley
- 2011-2014 : Hawaii 5-O (Saison 1 Episode 14, Saison 2 Episodes 5, 10, 12, 16, 23 et Saison 4 Episode 13) : Malia Waincroft
- 2012 : Elementary : Miranda Molinari
- 2012 : Person of Interest : Agent Vickers
- 2013 : King & Maxwell : Liz Allen
- 2014 : Revolution (Saison 2, Episode 17) : Marion
- 2015 : Castle (Saison 7, Episode 18) : Mia Lopez
- 2016-2017 : Scorpion (saison 3, épisodes 9, 12, 15, 17 et 18) : Allie
- 2016 : Bull  (Saison 3 Episode 13) : Carolyn Kelly